# 偽中華短溝紅螢
偽中華短溝紅螢（学名：Plateros psuedochinensis）为紅螢科短溝紅螢屬下的一个种。